# Microlophus delanonis
Espèce
Synonymes
- Tropidurus delanonis Baur, 1890

Microlophus delanonis est une espèce de sauriens de la famille des Tropiduridae.

## Répartition

Répartition

Cette espèce est endémique de l'île Española aux îles Galápagos en Équateur.

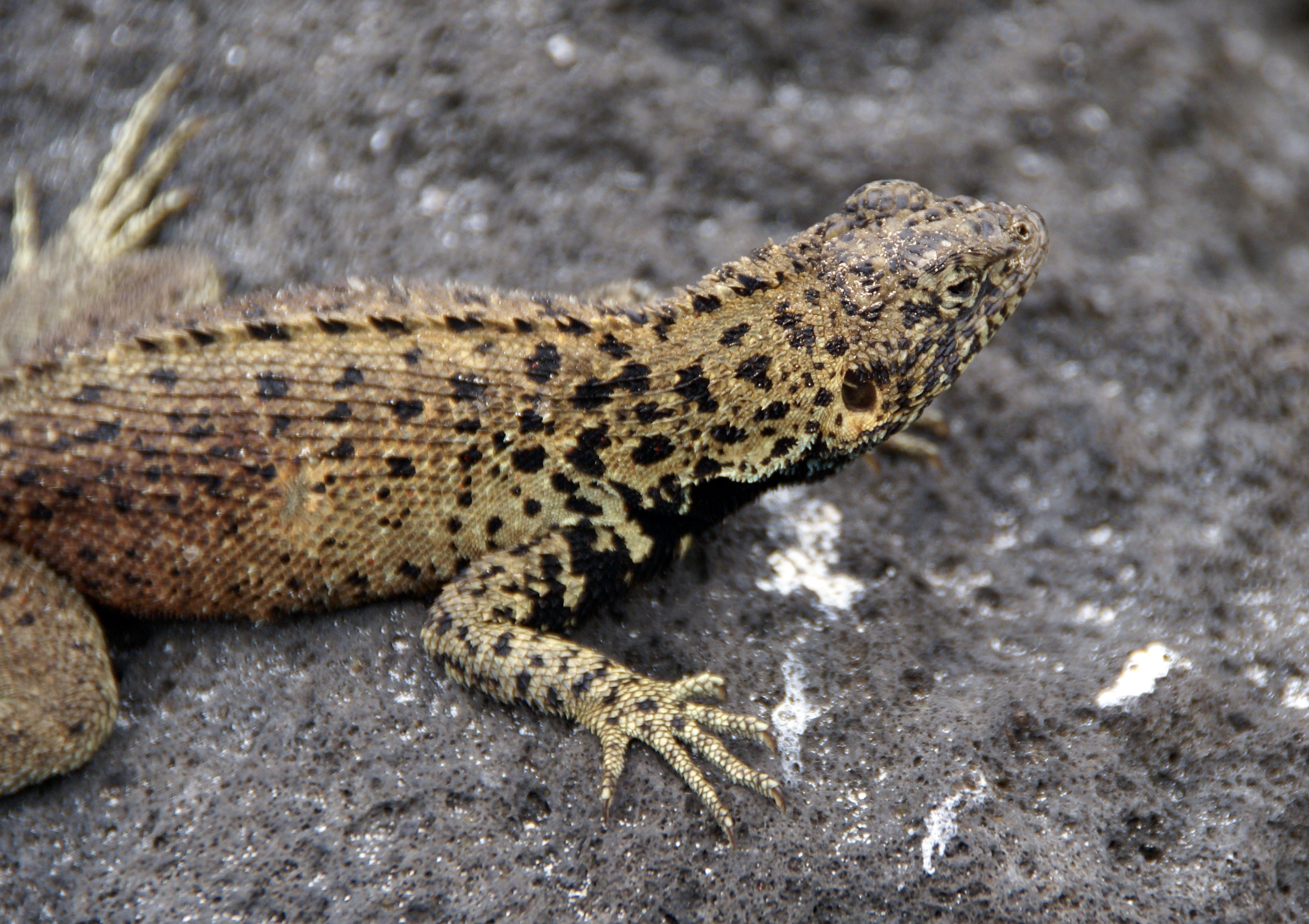

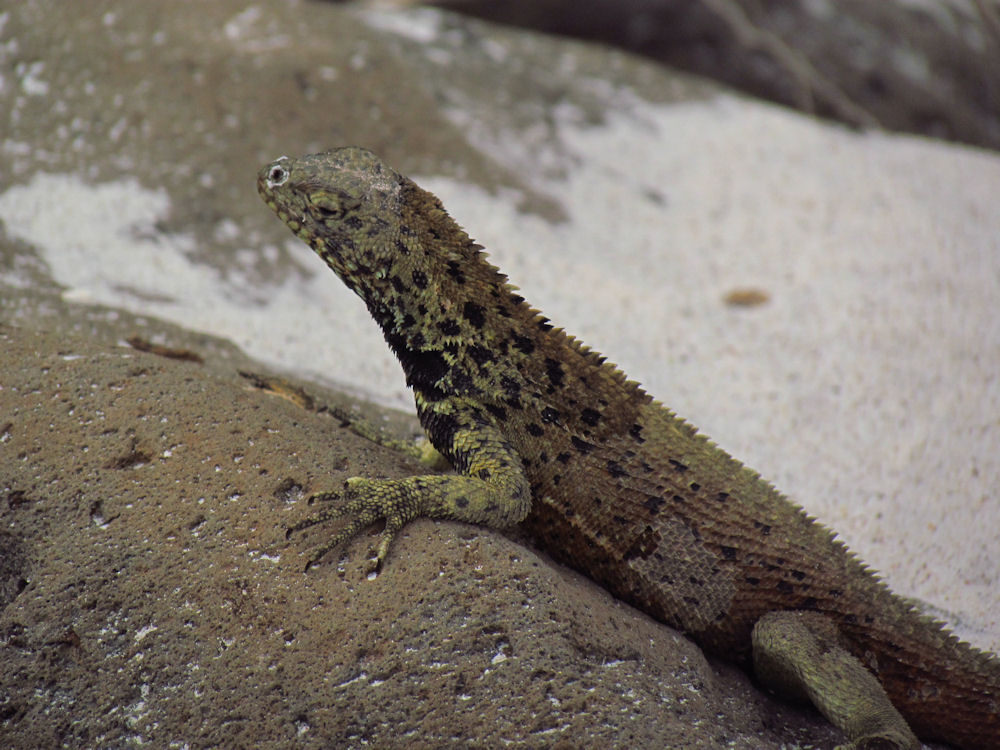

## Publication originale
- Baur, 1890 : Das Variieren der Eidechsen-Gattung Tropidurus auf den Galapagos Inseln und Bemerkungen über den Ursprung der Inselgruppe. Biologisches Zentralblatt, vol. 10, p. 475-483 (texte intégral).